# Hjo
Pour les articles homonymes, voir Hjo (commune).
Hjo est une ville de Suède, chef-lieu de la commune de Hjo dans le comté de Västra Götaland. 5 998 personnes y vivent.